# Mały Szalony Klin

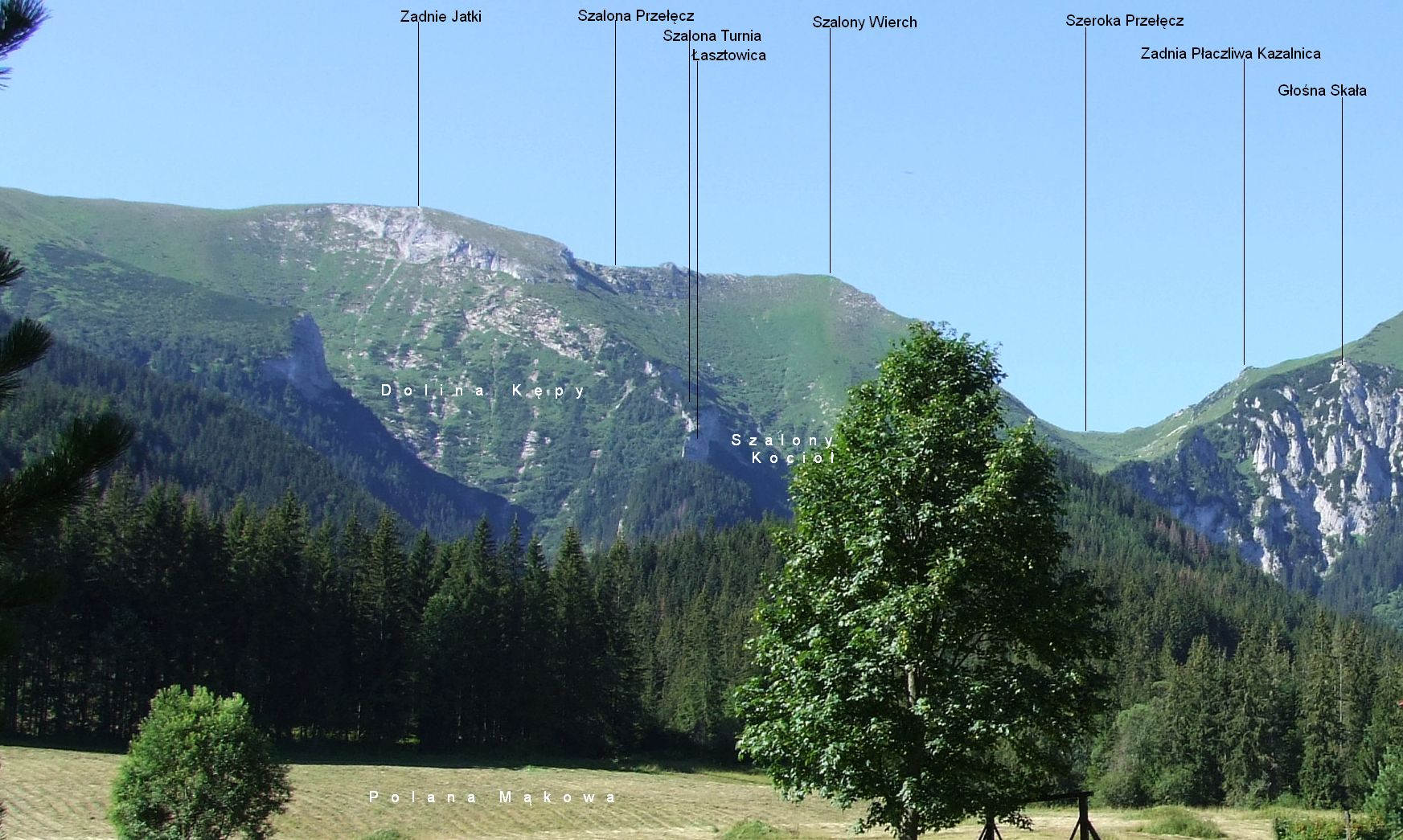

Mały Szalony Klin – krótki grzbiet w masywie Szalonego Wierchu na północnych stokach słowackich Tatr Bielskich. Odgałęzia się od Wielkiego Szalonego Klina około 50 m poniżej grani głównej Tatr Bielskich, a zanika na wysokości około 1600 m. Pomiędzy tymi dwoma ramionami Szalonego Wierchu znajduje się płytka i trawiasta depresja mająca wylot powyżej Reglanych Spadów. 
Mały Szalony Klin w górnej części jest trawiasty z niskimi skalnymi ściankami, dolną część porasta las.